# Nikolaus Drexel
Nikolaus Drexel (* 2. März 1795 in Fischen im Allgäu; † 21. November 1851 in Immenstadt im Allgäu) war ein deutscher Maler und Lithograph. Er war in Immenstadt im Allgäu tätig und schuf vor allem Porträts und kirchliche Kunst.

## Leben und Werke
Drexel trat als fünfzehnjähriger Eleve im April 1810 ein Studium der „Figuren Malerey“ an der Münchner Kunstakademie an. Das Matrikelbuch vermerkt zu seiner Herkunft „Imenstadt im Algei“, enthält aber keine Angaben zu seinen Eltern, seiner Konfession o. ä. Einer anderen Quelle ist jedoch zu entnehmen, dass er ein Sohn des Bäckers Anton Drexel war, der aus Fischen nach Immenstadt eingewandert war. „Er entwickelte sich“, so heißt es hier, „zu einem sehr guten Porträtisten, der einfache Leute ebenso konterfeite wie Personen des Adels oder der Gesellschaft. Gleichzeitig war er ein gesuchter Künstler für Altarbilder und weitere Gemälde geistlichen Inhalts [...] Nicolaus Drexel kann als «der» Wegbereiter für die Lithografie im Oberallgäu gelten. In dieser neuartigen Kunstrichtung wurde er zum Lehrmeister und Förderer von Xaver Glötzle, dem Begründer des «Allgäuer Anzeigeblattes».“ Glötzle wurde durch Drexel wohl vor allem zum Malen von Ansichten der Umgebung Immenstadts angeregt. Gunther le Maire bietet weitere Details zu Drexels Biographie: Seine Mutter Katharina, geb. Kling, stammte aus Ried bei Fischen. Das Ehepaar kaufte in Immenstadt im Jahr 1812 das Haus Bräuhausstraße 2, das Geschäft allerdings befand sich in der Bahnhofstraße 1, dem späteren Wohnsitz des Sohnes Nikolaus. Zu dessen Lehrern in München gehörte Peter von Langer, und Drexel stellte bei der Akademieausstellung 1817 einen Christus im Grabe aus. 
1815 schuf er ein Altarbild für die Kapelle in Gopprechts, im Jahr darauf Reliquientafeln für die Loretokapelle in Bühl am Alpsee zu den Heiligen Kreszentius und Candida. Eine Gipfelrast zahlreicher Personen hielt er 1817 in einer Tuschzeichnung fest, ebenfalls aus dem Jahr 1817 stammt ein Porträt des Majors der Landwehr F. A. Hoess. Eine Rosenkranzverleihung war ursprünglich als Bild für einen Seitenaltar der Stadtpfarrkirche in Immenstadt vorgesehen. Mittlerweile befindet sich das Bild, das 1818 geschaffen wurde, auf der Empore. Die Seitenaltäre von St. Nikolaus zeigen in der Predella Darstellungen der Heiligen drei Könige und der Grablegung Christi. Drexel schuf diese Gemälde im Jahr 1843. Für die Stadtfahnen Immenstadts schuf er 1849 ein Gemälde. 

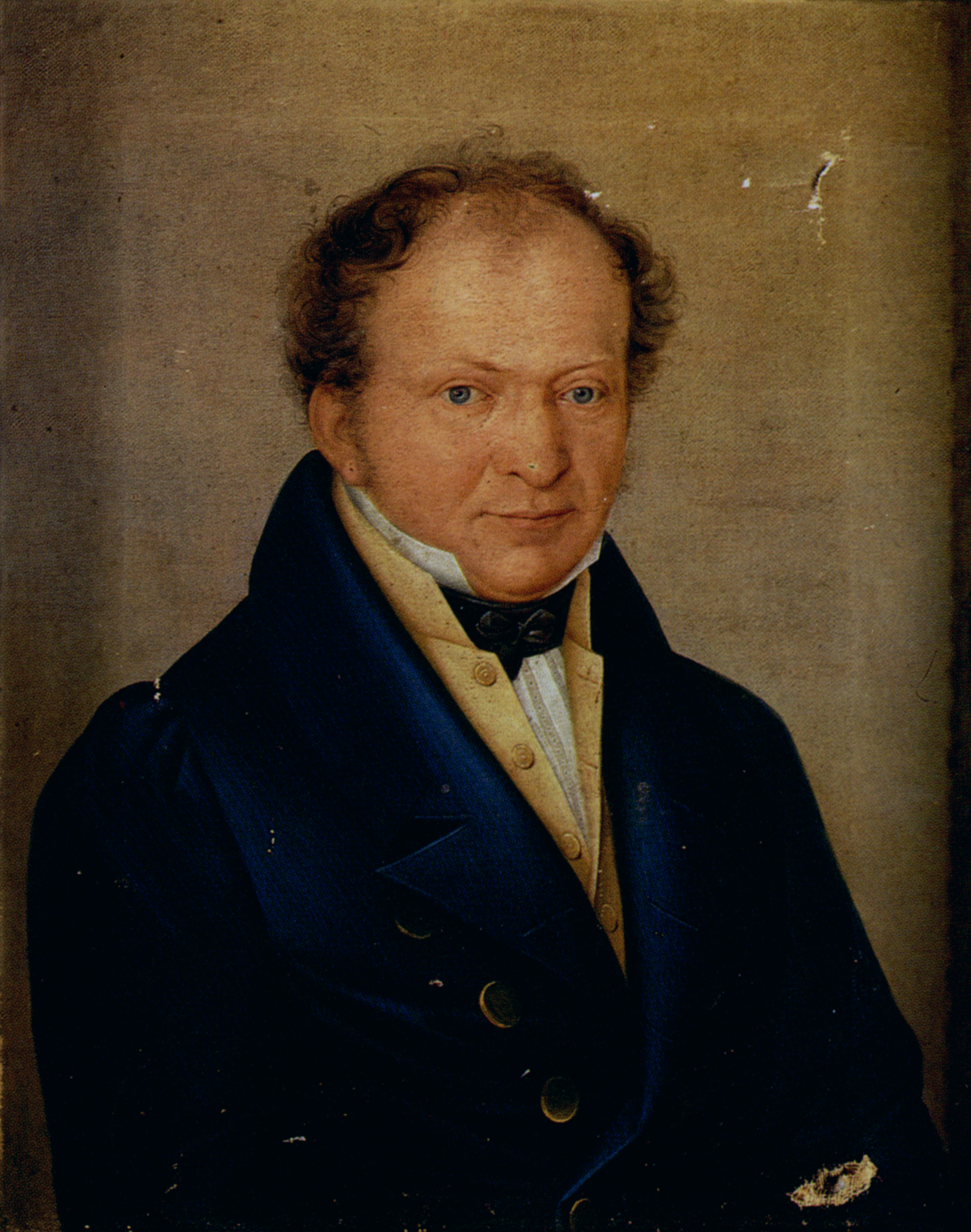
Ulrich Christoph Gradmann

Zu den von Drexel porträtierten Personen gehörten der Immenstadter Stadtamtmann Heim, die 1829 konterfeite Frau des Landarztes von Missen, Caroline und Ulrich Christoph Gradmann, die er beide 1832 malte, der Engelwirt Geiss und dessen Frau, der Pfarrer Pius Langenmeyer, die Brauersgattin Theresa Klara Hoess, ein Graf von Rechberg-Rothenlöwen sowie eine Gräfin von Rechberg, beide 1847 gemalt, sowie Drexels Mutter.
Drexel malte Bilder für Kirchen und Kapellen in Tiefenbach, Oberstaufen, Schönau, Balderschwang und Seifriedsberg, letztere sind nicht erhalten geblieben.
Von der Landschaftsmalerei kam Drexel auch zum Lithographieren.

## Werke in öffentlichen Sammlungen
Das Historische Museum Basel besitzt ein Familienporträt Tripet-Locher aus dem Jahr 1817 von einem Nicolaus Drexel, das von Siegbert Eckel dem Immenstadter Maler zugewiesen wurde.
Das Westallgäuer Heimatmuseum besitzt mindestens 38 Werke Drexels. Sie stammen aus der Sammlung von Ignaz Dornach, der in Weiler im Kreis Lindau Tabak fabrizierte und zu den Gründern des Westallgäuer Heimatmuseums gehörte.
Etliche Porträts von Drexels Hand befinden sich im Museum Hofmühle Immenstadt. Darunter ist ein Porträt der Frau Geiss aus dem Jahr 1834. Frau Geiss war Wirtin des Gasthauses Engel in Immenstadt und ließ sich mit goldener Radhaube sowie im Biedermeierkleid darstellen. Das Porträt der Theresa Klara Hoess von 1835, das sich im selben Museum befindet, malte Drexel wahrscheinlich nach einer Vorarbeit von Joseph Hauber. Theresa Klara Hoess war die Gattin des Brauereibesitzers Franz Anton Hoess. Sie trägt auf dem Gemälde eine Riegelhaube und Puffärmel; das beigefügte Buch soll sie als gebildete Frau ausweisen. Darüber hinaus befinden sich auch die bereits erwähnte Gipfelrastzeichnung von 1817 und das Porträt des Majors Hoess in diesem Museum. Ferner bewahrt es einige Lithographien Drexels, die z. B. den Grünten zeigen.
Das Stadtarchiv Immenstadt besitzt mehrere Skizzen Drexels zu Altarbildern, die zum Teil nicht erhalten geblieben sind, sowie weitere Skizzen.
Im Rahmen der Ausstellung Die Südliche 2014 wurden Werke Drexels im Winter 2014/15 in Immenstadt gezeigt.